# Etta Rosales
Loretta Ann Rosales, detta Etta (Quezon, 1938), è un'attivista e politica filippina.
Durante i primi anni del governo di Ferdinand Marcos si unì ai gruppi studenteschi di sinistra affiliati al Partito Comunista delle Filippine di Jose Maria Sison e al Nuovo Esercito Popolare di Bernabe Buscayno. Strenua sostenitrice di una rivoluzione comunista nel paese, dal 1972 al 1976 si associò anche ai militanti di estrema sinistra in attività di insurrezione, alcune delle quali anche terroristiche, per rovesciare il governo Marcos. Detenuta più volte con l'accusa di ribellione e istigazione alla violenza, al suo rilascio fondò un gruppo di sinistra formato da insegnanti, l'ACT. A seguito di un conflitto di interessi con il CPP e lo stesso ACT, nel 1998 si unì al partito comunista Akbayan, che fu veicolo per la sua elezione nella Camera dei rappresentanti delle Filippine dal 1998 al 2007.
Nel 2010 fu eletta da Benigno Aquino III come Presidente della Commissione per i diritti umani delle Filippine, in sostituzione di Leila de Lima, carica che ricoprì sino al suo ritiro dalla politica avvenuto nel maggio 2015.

## Biografia
Nell'estate del 2010 fu scelta da Benigno Aquino III come nuova Presidente della Commissione per i diritti umani delle Filippine in sostituzione di Leila de Lima, che nel frattempo fu eletta Segretario della Giustizia. Diversi partiti politici di estrema sinistra, come Karapatan e Bagong Alyansang Makabayan (gruppo di cui la stessa Rosales fece parte), criticarono tale scelta di Aquino, affermando come la Rosales non fosse la persona giusta per ricoprire tale incarico. La Rosales era una nota critica dell'amministrazione di Gloria Macapagal-Arroyo e guidò più volte il proprio partito in attività di protesta contro il suo governo. Risa Hontiveros, anch'essa affiliata al gruppo Akbayan, sostenne la nomina della Rosales. Fu ufficialmente designata di tale incarico il 1º settembre 2010.
A seguito del suo allontanamento dal CPP, crebbero i suoi dissidi con Jose Maria Sison e nel 2016 l'ex-alleato la definì come una "traditrice del movimento rivoluzionario" per aver collaborato con il "regime Aquino". Durante la campagna per le elezioni presidenziali filippine del 2016 criticò la candidatura del sindaco Rodrigo Duterte, con il quale ebbe numerosi battibecchi pubblici in passato.